# Paul Robert Magocsi
Paul Robert Magocsi (geboren 26. Januar 1945 in Englewood, New Jersey) ist ein US-amerikanisch-kanadischer Osteuropahistoriker.

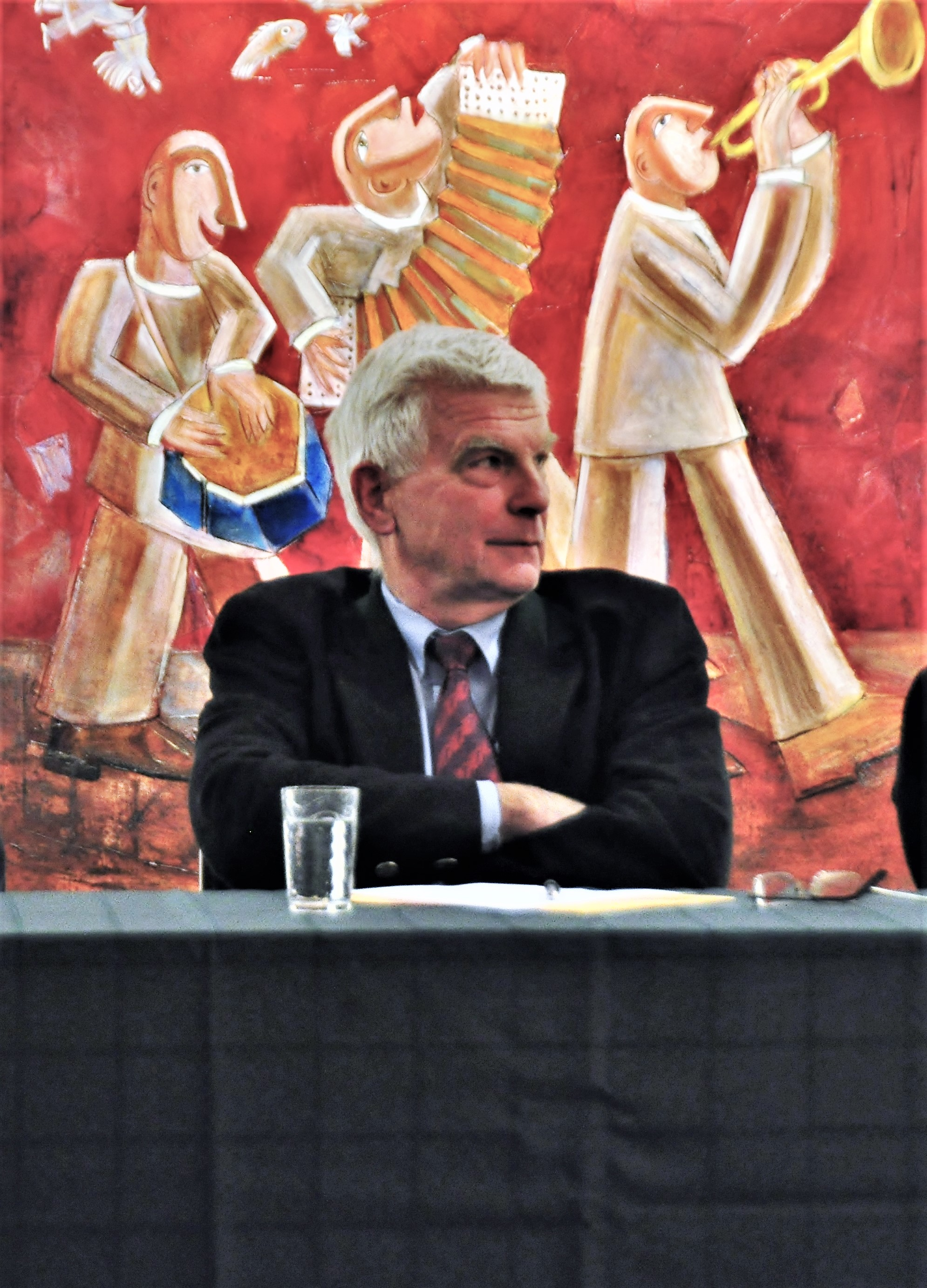
Paul Robert Magocsi (2013)

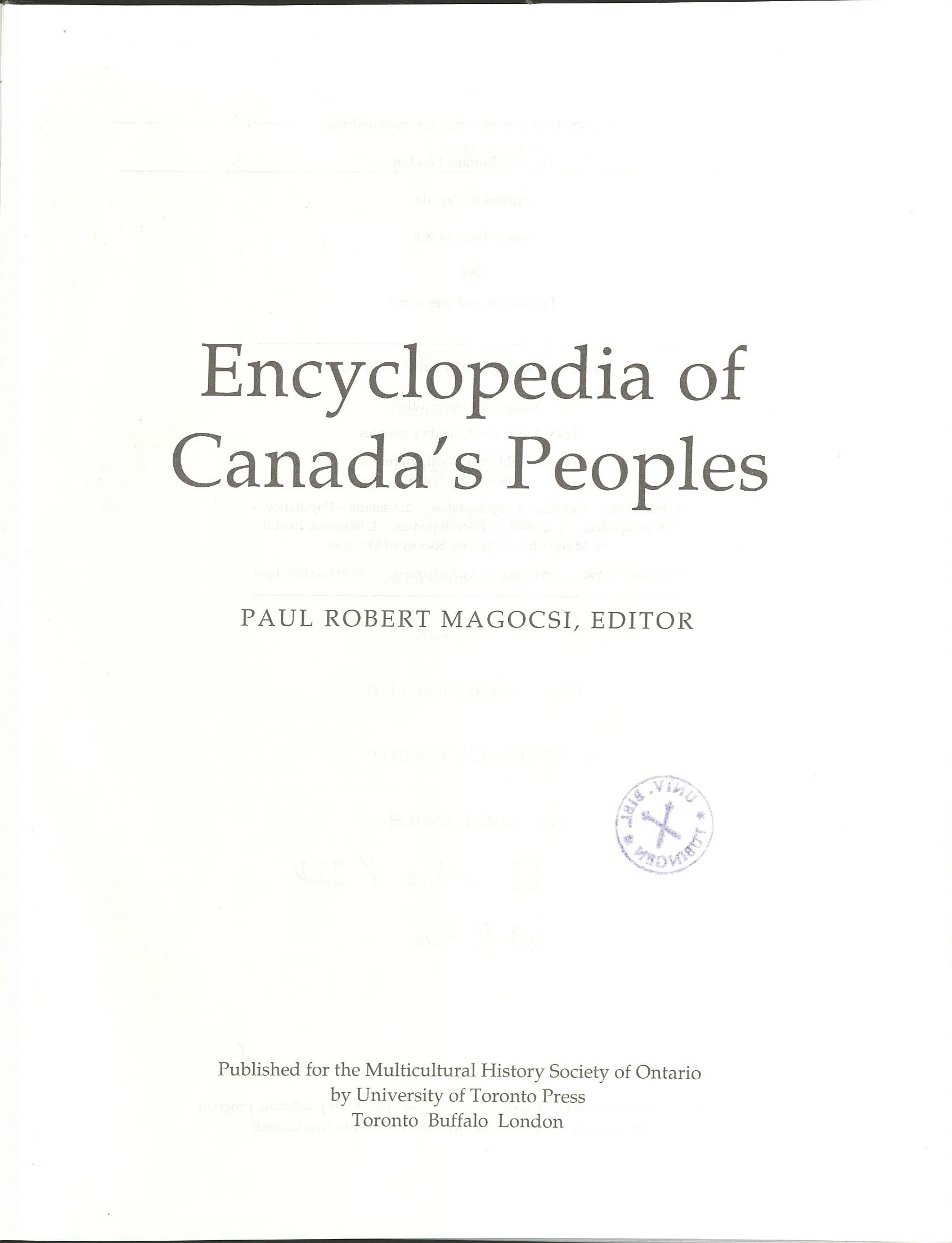
Encyclopedia of Canada's peoples (1999)

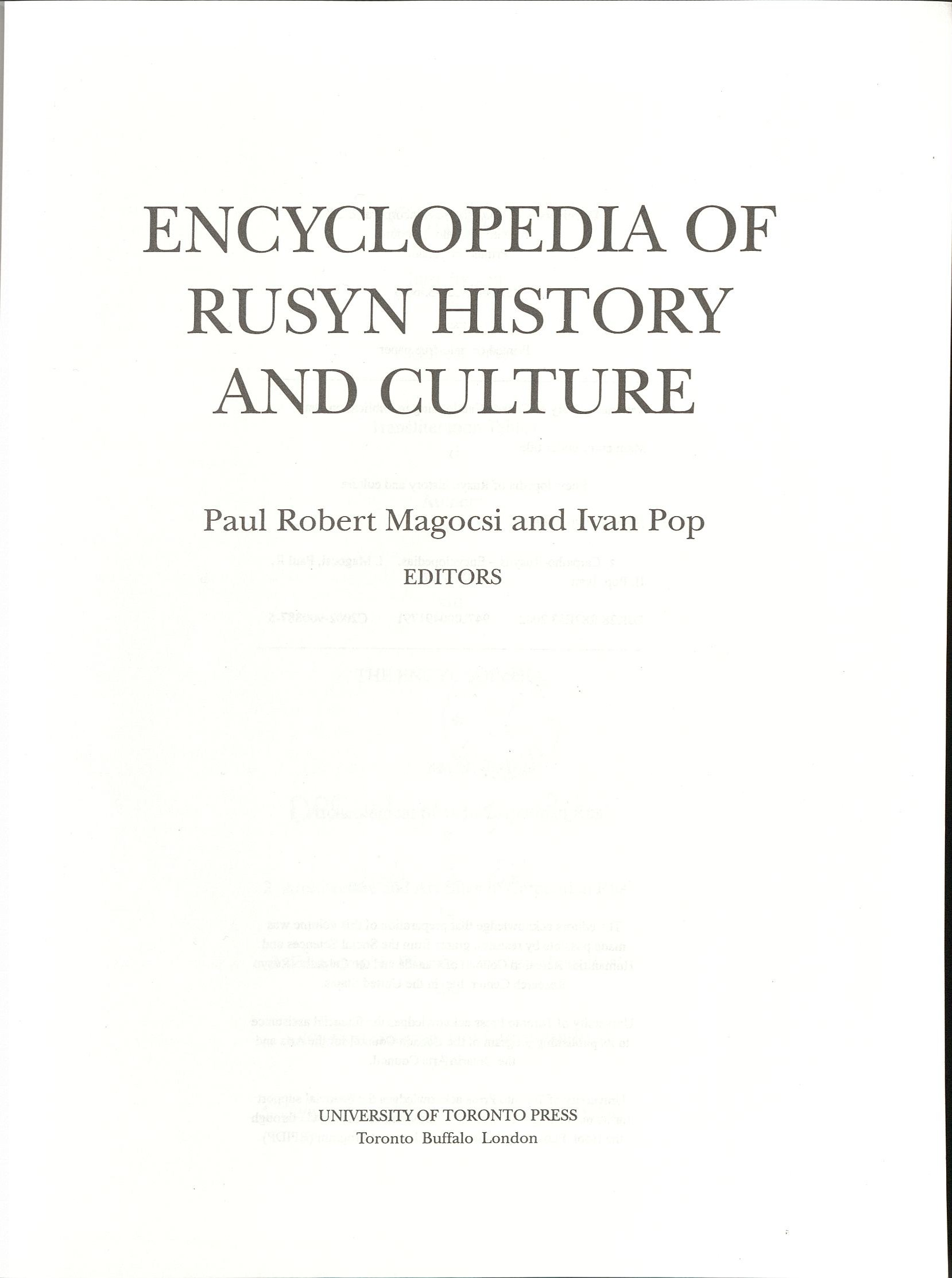
Encyclopedia of Rusyn history and culture (2002)

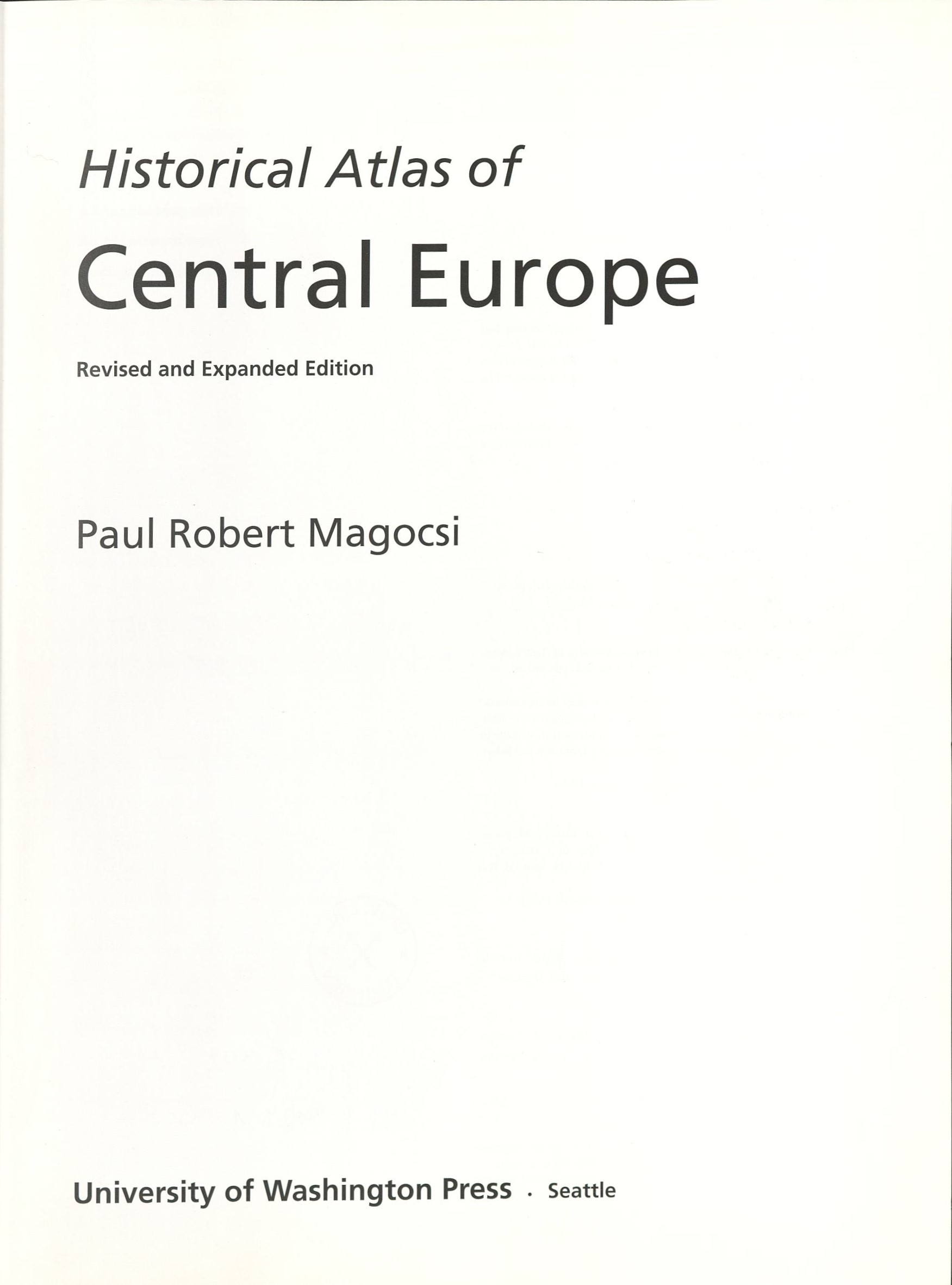
The historical atlas of Central Europe (2002)

## Leben
Paul Robert Magocsis Eltern sind ungarischer und russinischer Herkunft (seine Vorfahren stammen aus Transkarpatien). Er studierte an der Rutgers University mit einem B.A. im Jahr 1966 und einem M.A. 1967. Er wurde 1972 an der Princeton University promoviert. Er ging danach an die Harvard University. Magocsi wurde 1980 Professor für ukrainische Studien und Geschichte an der University of Toronto und hat den nach dem ersten ukrainisch-kanadischen Abgeordneten in der Legislativversammlung von Ontario John Yaremko (1918–2010) benannten Lehrstuhl inne.
Seit 1996 ist er Fellow der Royal Society of Canada. Magocsi ist Ehrenvorsitzender der Weltorganisation der Russinen. Im Jahr 2013 wurde er Ehrendoktor der Universität Prešov in der Slowakei.
Magocsi forscht über ethnische Minderheiten und war 2002 Herausgeber einer Einführung über die kanadischen Aborigines. Er war Direktor der Multicultural History Society of Ontario.

## Schriften (Auswahl)

### Bücher
- The Shaping of a National Identity. Subcarpathian Rus’, 1848–1948. Cambridge: Harvard University Press, 1978
- (Hrsg.): The Ukrainian experience in the United States : a symposium / Harvard Ukrainian Research Institute. Cambridge, Mass. : Harvard Ukrainian Research Institute, 1979
- Holzkirchen in den Karpaten = Wooden Churches in the Carpathians. Fotografien Florian Zapletals. Auswahl und Einleitung Paul R. Magocsi. Übersetzung Helga Haynes. Wien : Braumüller, 1982
- The Rusyn-Ukrainians of Czechoslovakia: An Historical Survey. Wien : Braumüller, 1983
- Galicia : a historical survey and bibliographic guide. Toronto : Univ. of Toronto Press, 1983
- Ukraine : a historical atlas. Kartographie Geoffrey J. Matthews. , cartographer. Toronto : University of Toronto Press, 1985
- A History of Ukraine. University of Toronto Press, 1996
  - A History of Ukraine: The Land and Its Peoples, 2010
- Paul Robert Magocsi, Jean W. Sedlar, Robert A. Kann, Charles Jevich und Joseph Rothschild: A History of East Central Europe: The lands of partitioned Poland, 1795–1918, Vierte Auflage, University of Washington Press, 1996
- Encyclopedia of Canada’s peoples. 1999
- Chris Hann, P. R. Magocsi (Hrsg.): Galicia: a multicultured land, Toronto: University of Toronto Press, 2005
- Historical Atlas of Central Europe. From the early fifth century to the present. Seattle: University of Washington Press, 2002
- Paul Robert Magocsi, Ivan Pop: Encyclopedia of Rusyn history and culture. University of Toronto, 2002
- Aboriginal Peoples of Canada: a Short Introduction. University of Toronto Press, Toronto 2002, ISBN 978-0-8020-8469-9 (archive.org).
- The Roots of Ukrainian Nationalism: Galicia as Ukraine's Piedmont. University of Toronto Press, Toronto 2002, ISBN 978-0-8020-4738-0 (1lib.sk).
- The people from nowhere. An illustrated history of Carpatho-Rusyns. Padiak, Uzhhorod 2006, ISBN 978-966-7838-96-6 (englisch).
- Yeshayahu A. Jelinek, Paul R. Magocsi: The Carpathian Diaspora: The Jews of Subcarpathian Rus' and Mukachevo, 1848–1948. East European Monographs, 2007
- This Blessed Land: Crimea and the Crimean Tatars. University of Toronto Press, Toronto 2014, ISBN 978-0-7727-5110-2 (archive.org).
- Yohanan Petrovsky-Shtern; Paul Robert Magocsi: Jews and Ukrainians: A Millennium of Co-Existence. University of Toronto Press, 2016
- Ukraina Redux. On Statehood and National Identity. Kashtan Press, 2022, ISBN 978-1-896354-23-1 (ukrainianworldcongress.org [PDF]).
- Mit Vladyslav Hrynevych: Babyn Yar: History and Memory. University of Toronto Press, Toronto 2023, ISBN 978-0-7727-5116-4 (englisch).
- From Nowhere to Somewhere. The Carpatho-Rusyn Movement. A Personal History. ibidem, Stuttgart 2024, ISBN 978-3-8382-1973-8 (englisch).
- Mit Yohanan Petrovsky-Shtern: Jews and Ukrainians. A Millenium of Co-Existence. ibidem, Stuttgart 2024, ISBN 978-3-8382-1963-9 (englisch).(das Buch wurde in die Liste der 100 Bücher, die helfen, die Ukraine zu verstehen aufgenommen[3])

### Artikel und Buchbeiträge
- An Historiographical Guide to Subcarpathian Rus. In: Austrian History Yearbook. Band 9, S. 201–265, doi:10.1017/S006723780001910X (englisch, archive.org [PDF]).
- Religion and Identity in the Carpathians: East Christians in Poland and Czechoslovakia. In: Slavic Culture in the Middle Ages. University of California Press, Oakland 1993, ISBN 978-0-520-37730-1, S. 116–138, doi:10.1525/9780520377301-011.
- Ukrainians and the Habsburgs. In: Journal of Ukrainian Studies. Band 21, Nr. 1-2, 1996, S. 55–66 (cius-archives.ca).
- The Fourth Rus': A New Reality in a New Europe. In: Journal of Ukrainian Studies. Band 35-36, 2011 (org.ua [PDF]).
- Carpathian Rus': Interethnic Coexistence without Violence. In: Omer Bartov, Eric D. Weitz (Hrsg.): Shatterzone of Empires: Coexistence and Violence in the German, Habsburg, Russian, and Ottoman Borderlands. Indiana University Press, Bloomington 2013, ISBN 978-0-253-00635-6, S. 449–462 (englisch, cius-archives.ca).
- The heritage of autonomy in Carpathian Rus' and Ukraine's Transcarpathian region. In: Nationalities Papers. Band 43, Nr. 4, S. 577–594, doi:10.1080/00905992.2015.1009433 (englisch, org.ua [PDF]).